# Приор (мыс)
Приор (исп. Cabo Prior) — мыс на северо-западе Пиренейского полуострова, в испанском муниципалитете Эль-Ферроль в провинции Ла-Корунья. Расположен к северо-западу от порта Эль-Ферроль, к северу от города Ла-Корунья, к юго-западу от мыса Фроуксейра (Punta Frouxeira, Вальдовиньо).

## Маяк
Маяк на мысе Приор построен в 1853 году. Состоит из шестиугольной каменной маячной башни высотой 8 м и одноэтажного здания смотрителя. Высота фокуса — 107 м над уровнем моря, дальность освещения — 22 морские мили. Маяк даёт три вспышки белого света по схеме одна плюс две каждые пятнадцать секунд. Работает в автономном режиме с 1993 года. Первый осветительный аппарат произведён парижской компанией Sautter, Harlé et Cie. В 1926 году установлен аппарат, снятый с маяка на мысе Салоу. В качестве источника света используются с 1995 года галогенные лампы мощностью 1000 Вт.